# Bathyraja abyssicola
Bathyraja abyssicola är en rockeart som först beskrevs av Gilbert 1896.  Bathyraja abyssicola ingår i släktet Bathyraja och familjen egentliga rockor. IUCN kategoriserar arten globalt som otillräckligt studerad. Inga underarter finns listade.